# Ga Bảy Hiền
Ga Bảy Hiền là một trong các nhà ga của Tuyến đường sắt đô thị Khu đô thị Tây Bắc - Thủ Thiêm nằm tại Tân Bình, Thành phố Hồ Chí Minh.
Nhà ga nằm trên đường Cách Mạng Tháng Tám, phía Đông giáp trường THPT Nguyễn Thượng Hiền, phía Nam giáp Bệnh viện Thống Nhất, phía Bắc giáp Trung tâm văn hóa thể thao quận Tân Bình.

## Bố trí ga
| G                               | Mặt đất                                                   | Lối vào/Lối ra                                                                      |
| B1 Tầng trung chuyển            | Tầng 1                                                    | Khu bán vé, khu thương mại, khu bộ phận kỹ thuật, khu cổng ra vào và cổng kiểm soát |
| B2 Tầng ke ga                   | Ke ga 1                                                   | ← L2 Tuyến 2 đi Nguyễn Hồng Đào (Hướng đi Củ Chi) (giai đoạn 1, đang thi công)      |
| B2 Tầng ke ga                   | Ke ga đảo, cửa sẽ mở ở bên trái                           |                                                                                     |
| B2 Tầng ke ga                   | Ke ga 2                                                   | → L2 Tuyến 2 đi Phạm Văn Hai (Hướng đi Thủ Thiêm) (giai đoạn 1, đang thi công) →    |
| B3 Tầng ke ga                   | Ke ga 3                                                   | ← L5 Tuyến 5 đi Chợ Tân Bình (Hướng đi Hưng Long) (dự án)                           |
| Ke ga đảo, cửa sẽ mở ở bên trái |                                                           |                                                                                     |
| Ke ga 4                         | → L5 Tuyến 5 đi Lăng Cha Cả (Hướng đi Tân Cảng) (dự án) → |                                                                                     |